# 18 (tal)

18 (atten) er:
- Det naturlige tal efter 17, derefter følger 19.
- Et heltal.
- Et lige tal.
- Et sammensat tal
- Et harshad-tal
- Et excessivt tal

I talsystemer med et grundtal større end 18, repræsenteres tallet 18 med bogstavet I.

## I matematik
- 18 er et harshad-tal (summen af tallets cifre går op i tallet).

## Andet
- Tallet kan symbolisere Adolf Hitler, da det første bogstav i alfabetet er "A" og det ottende er "H". Denne betydning er brugt i den nynazistiske gruppe Combat 18's navn.
- Grundstoffet argon har atomnummer 18.

- Wikimedia Commons har flere filer relateret til 18 (tal)

| Matematik | Spire Denne artikel om matematik er en spire som bør udbygges. Du er velkommen til at hjælpe Wikipedia ved at udvide den. |